# Gunvor Brinck-Lindroth
Gunvor Margareta Brinck-Lindroth, född Persson den 31 oktober 1925 i Lund, död 16 januari 2013 på samma plats, var en svensk forskare och entomolog. Hon var internationellt erkänd specialist på loppor, som trots att hon saknade akademisk meritering bidrog med viktiga kunskaper inom forskningsfältet.

## Biografi
Gunvor Brinck-Lindroth föddes som yngsta barnet i en barnaskara om fyra. Föräldrarna var Henning Persson, konstsmed, och Ida Persson, född Johansson.
Under 1930- och 1940-talen var Gunvor Brinck-Lindroth aktiv på Zoologiska institutionen vid Lunds universitet. På institutionen fanns den entomologiska avdelningen där Nils A. Kemner var professor. Gunvor Brinck-Lindroth reste till efterkrigstidens Europa tillsammans med sin dåvarande man Per Brinck, och de besökte bland annat Tyskland som fortfarande var ockuperat av segrarmakterna. Hon var med på den svenska Sydafrikaexpeditionen under tidigt 1950-tal, där hon nästan miste handen efter ett babianbett. Expeditionens insamlingsarbete resulterade i 15 band av South African animal life: results of the Lund university expedition in 1950–1951, ett grundläggande verk om Sydafrikas djurliv. Gunvor Brinck-Lindroth upplevde 1950- och 1960-talens expansionstid för universiteten. Hon arbetade tillsammans med professor Carl Lindroth, som inledde de "öppna dörrarnas politik", något som Gunvor Brinck-Lindroth älskade att citera. Hans broder Sten Lindroth, professor i idéhistoria och ledamot av Svenska Akademien, blev Gunvor Brinck-Lindroths andra make.
Tillbaka i Lund hittade Gunvor Brinck-Lindroth ett eget forskningsfält, systematik och framförallt taxonomi inom insektsordningen Siphonaptera. Hon samarbetade med den internationella eliten på området, G.P. Holland, USA, R.L.C. Pilgrim, Nya Zeeland, J.C. Beaucournu, Frankrike, Miriam Rothschild och inte minst Frans G.A.M. Smit, England. Gunvor Brinck-Lindroth var mycket noggrann i sitt arbete. Ett av hennes viktigaste bidrag var publiceringen av sin stora bok om Nordeuropas Siphonaptera. Boken var hennes – medförfattaren, F.G.A.M. Smit, hade varit död i många år när den kom ut år 2007.
Gunvor Brinck-Lindroth avled 2013 och är begravd i familjegraven på Norra kyrkogården i Lund.